# Gambart (cratère)
Gambart est un cratère d'impact lunaire situé sur la face visible de la Lune au niveau du Sinus Aestuum de la mare lunaire Mare Insularum. Il se situe au sud-est du cratère Copernic. Dans le passé le cratère Gambart a été inondé par la lave, ce qui lui a donné une surface plane et lisse. Le contour du cratère a une forme polygonale. Au sud du cratère satellite « Gambart C », s'élève un dôme lunaire de type volcan bouclier. Au sud du cratère Gambart s'élèvent des collines constituées d'éjectas provenant de la Mare Imbrium.
En 1966, la sonde spatiale Surveyor 2 s'est posé au nord-est du cratère satellite « Gambart C ».
En 1935, l'Union astronomique internationale lui a attribué le nom de Gambart en l'honneur de l'astronome français Jean-Félix Adolphe Gambart.

## Cratères satellites

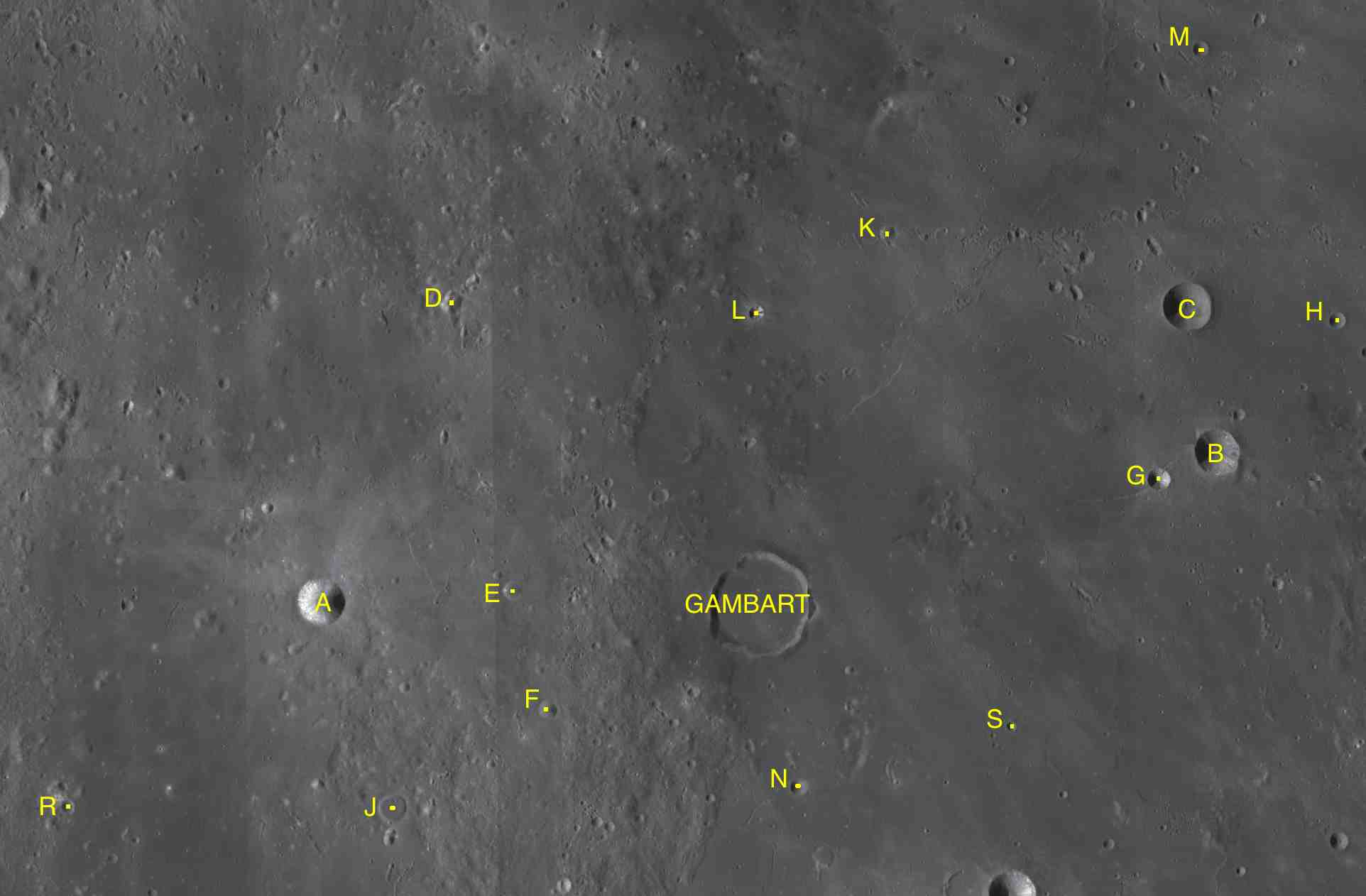
Cartes des cratères satellites de Gambart.

Par convention, les cratères satellites sont identifiés sur les cartes lunaires en plaçant la lettre sur le côté du point central du cratère qui est le plus proche de Gambart.
| Gambart | Latitude | Longitude | Diamètre |
| ------- | -------- | --------- | -------- |
| A       | 1.0° N   | 18.7° W   | 12 km    |
| B       | 2.2° N   | 11.5° W   | 11 km    |
| C       | 3.3° N   | 11.8° W   | 12 km    |
| D       | 3.4° N   | 17.7° W   | 6 km     |
| E       | 1.0° N   | 17.2° W   | 4 km     |
| F       | 0.1° N   | 16.9° W   | 5 km     |
| G       | 1.9° N   | 12.0° W   | 6 km     |
| H       | 3.2° N   | 10.6° W   | 4 km     |
| J       | 0.7° S   | 18.2° W   | 7 km     |
| K       | 3.9° N   | 14.2° W   | 4 km     |
| L       | 3.3° N   | 15.3° W   | 4 km     |
| M       | 5.4° N   | 11.7° W   | 4 km     |
| N       | 0.5° S   | 14.9° W   | 5 km     |
| R       | 0.6° S   | 20.8° W   | 4 km     |
| S       | 0.1° S   | 13.2° W   | 3 km     |